# Kunibert
Kunibert ist ein männlicher Vorname, der vor allem in der abgekürzten Form Kuno verbreitet ist. Der Name stammt von den althochdeutschen Wörtern „kunni“ (Geschlecht, Sippe) und „beraht“ = (glänzend).

## Gedenktag/Namenstag
- 12. November (St. Kunibert)
- 1. Juni (Namenstag)

## Bekannte Namensträger

### Cunincpert
- Cunincpert († 700), König der Langobarden im 7. Jahrhundert

### Kunibert
- Hl. Kunibert (um 600–663), Bischof von Köln im 7. Jahrhundert
- Kunibert Fritz (* 1937), deutscher Maler des Konstruktivismus
- Kunibert Gensichen (1907–1991), deutscher Schauspieler und Theaterregisseur
- Kunibert Wachten (* 1952), deutscher Architekt
- Kunibert Zimmeter (1872–1952), österreichischer Heimatschützer und Kunstschriftsteller
- Kunibert Zinner (1906–1990), österreichischer Bildhauer und Musiker

### Fiktive Figuren
- Kunibert (Männchen) aus der Kinderserie Brummkreisel

## Varianten
- männlich: Kunibertus, Cunibert, Cuniberto, Cuniperto, Cuno, Hunebert
- weiblich: Kuniberta, Cuniberta, Cuniberte, Kuna, Cuna, Kuniza, Cuniza, Chuniza